# Marek Nekula
Marek Nekula (ur. 4 marca 1965 w Brnie) – czeski językoznawca. Do jego zainteresowań naukowo-badawczych należą m.in.: kontakty językowe, polilingwizm, polityka językowa.
Ukończył studia z bohemistyki i germanistyki w Brnie. W latach 1989–1993 pracował jako germanista na Wydziale Filozoficznym Uniwersytetu Karola w Pradze, a w latach 1993–1998 jako bohemista na Wydziale Filozoficznym Uniwersytetu Masaryka w Brnie. Doktoryzował się w 1994 r. na Wolnym Uniwersytecie Berlińskim, a habilitował w 1997 r. na Wydziale Filozoficznym Uniwersytetu Masaryka.
Jest współautorem i redaktorem publikacji Příruční mluvnice češtiny (1995) i Encyklopedický slovník češtiny (2002). Współtworzył także dwutomowy podręcznik Tschechisch kommunikativ (2007). Jego dorobek obejmuje pięć monografii oraz sto artykułów naukowych, ogłoszonych w recenzowanych wydawnictwach zbiorowych i czasopismach. Od 1998 r. wykłada lingwistykę, historię kultury i teorię kultury jako profesor bohemistyki i slawistyki zachodniej na Uniwersytecie w Ratyzbonie. Należy do rad redakcyjnych czasopism „Slovo a slovesnost” i „Naše řeč”.

## Wybrana twórczość
- Češi a Němci (2001)
- Tschechisch kommunikativ (2007)
- Smrt a zmrtvýchvstání národa (2017)
- Variety češtiny a čeština jako cizí jazyk (2018)